# Jimmy Jackson (Musiker)
James „Jimmy“ Jackson (* 20. Februar 1943 in Pittsburgh, Pennsylvania) ist ein US-amerikanischer Pianist und Organist, der nach seiner Militärzeit bei der US-Armee in Deutschland lebte. 1969 trat er auf dem Heidelberger Holy Hill Jazz Meeting auf; dort interpretierte er mit seinem Trio Soul-Hits. Im Folgejahr gründete er das Trio Haboob, mit dem er 1971 ein eigenes Album vorlegte. Daneben gehörte er als Gründungsmitglied 1970 zu Embryo und hatte auch schon 1969 mit der gleichnamigen Bigband von Christian Burchard zusammengespielt. Er spielte auch Mellotron und ist ebenfalls durch seine Zusammenarbeit mit Passport und Amon Düül II bekannt. Auch am ersten Album von Tangerine Dream war er beteiligt. 1973 spielte er mit Embryo auf dem National Blues and Jazz Festival in Reading; zu Beginn der 1980er Jahre tourte er mit Marius Müller-Westernhagen.

## Diskografie
- Haboob (1971, mit William Powell, George Greene)
- Embryo: Embryo’s Rache (1971; auf der CD-Ausgabe mit Zusatztrack „Tabarinman’s Return“ von 1991)
- Passport: Passport (1971)
- Mal Waldron: The Call (1971, mit Eberhard Weber, Fred Braceful)
- Embryo: Steig aus (1971)
- Amon Düül II: Tanz der Lemminge (1971)
- Embryo: Rocksession (1972)
- Amon Düül II: Wolf City (1972)
- Eddie Taylor: Stormy Monday (1973)
- Marius Müller-Westernhagen: Stinker (1981)